# 37e session du Comité du patrimoine mondial
La 37e session du Comité du patrimoine mondial a eu lieu du 17 juin 2013 au 27 juin 2013 à Phnom Penh, au Cambodge.

## Nouveaux biens

### Nouveaux biens culturels
Quatorze sites culturels ont été inscrits :
- Tserkvas en bois de la région des Carpates en Pologne et en Ukraine ( Pologne et  Ukraine)
- Bergpark Wilhelmshöhe ( Allemagne)
- Centre historique d'Agadez ( Niger)
- La Cité antique de Chersonèse et sa chôra ( Ukraine)
- Forts de colline du Rajasthan ( Inde)
- Fujisan, lieu sacré et source d'inspiration artistique ( Japon)
- Monuments et sites historiques de Kaesong ( Corée du Nord)
- Palais du Golestan ( Iran)
- Paysage culturel des rizières en terrasse des Hani de Honghe ( Chine)
- Site archéologique d'Al Zubarah ( Qatar)
- Station baleinière basque de Red Bay ( Canada)
- Université de Coimbra – Alta et Sofia ( Portugal)
- Villas et jardins des Médicis en Toscane ( Italie)
- Ville portuaire historique de Levuka ( Fidji)

### Nouveaux biens naturels
Cinq sites naturels ont été inscrits :
- Erg du Namib ( Namibie)
- Mont Etna ( Italie)
- Parc national tadjik (montagnes du Pamir) ( Tadjikistan)
- Réserve de biosphère El Pinacate et le Grand désert d'Altar ( Mexique)
- Tianshan au Xinjiang ( Chine)

## Extensions
Trois sites ont bénéficié d’une extension : 
- Mines royales de sel de Wieliczka et Bochnia ( Pologne) - bien culturel
- Parc national/Forêt naturelle du mont Kenya ( Kenya) - bien naturel
- Parc de Maloti-Drackensberg ( Lesotho et  Afrique du Sud) - bien mixte

## Autres décisions
La liste du patrimoine en péril a été mise à jour :
- Bam et son paysage culturel ( Iran) a été retiré
- Les six sites inscrits au patrimoine mondial en Syrie ont été ajoutés
- Rennell Est ( Îles Salomon) a été ajouté.

## Annexe